# Llista de resolucions del Consell de Seguretat de les Nacions Unides 101 a la 200
Aquesta és una llista entre les resolucions 101 a 200 del Consell de Seguretat de les Nacions Unides aprovades entre el 24 de novembre de 1953 i el 15 de març de 1965.
| Resolució     | Data                   | Votació                                                                      | Assumpte |
| ------------- | ---------------------- | ---------------------------------------------------------------------------- | --- |
| Resolució 101 | 24 de novembre de 1953 | 9–0–2 (abstencions: Líban, URSS)                                             | Violació de l'Armistici General per Israel, la Massacre de Qibya                                                                                        |
| Resolució 102 | 3 de desembre de 1953  | 10–0–1 (abstenció: URSS)                                                     | Japó i la Cort Internacional de Justícia |
| Resolució 103 | 3 de desembre de 1953  | 10–0–1 (abstenció: URSS)                                                     | San Marino i la Cort Internacional de Justícia |
| Resolució 104 | 20 de juny de 1954     | 11–0–0                                                                       | Cop d'estat a Guatemala de 1954 |
| Resolució 105 | 28 de juliol de 1954   | Aprovada sense votació                                                       | Mort de Benegal Narsing Rau i elecció a la Cort Internacional de Justícia                                                                               |
| Resolució 106 | 29 de març de 1955     | 11–0–0                                                                       | Condemna de l'atac israelià a l'exèrcit egipci a la Franja de Gaza                                                                                      |
| Resolució 107 | 30 de març de 1955     | 11–0–0                                                                       | Cridant a la cooperació d'Egipte i Israel amb l'ONUVT                                                                                                   |
| Resolució 108 | 8 de setembre de 1955  | 11–0–0                                                                       | Crida a un alto el foc incondicional a Palestina |
| Resolució 109 | 14 de desembre de 1955 | 8–0–3 (abstencions: Bèlgica, República de la Xina, Estats Units)             | Admissió d'Albània, Jordània, Irlanda, Portugal, Hongria, Itàlia, Àustria, Romania Bulgària, Finlàndia, Ceilan, Nepal, Líbia, Cambodja, Laos, i Espanya |
| Resolució 110 | 16 de desembre de 1955 | 9–1–1 (en contra: URSS; abstenció: França)                                   | Revisió de la Carta de les Nacions Unides |
| Resolució 111 | 19 de gener de 1956    | 11–0–0                                                                       | Israel, Síria i l'Acord General d'Armistici |
| Resolució 112 | 6 de febrer de 1956    | 11–0–0                                                                       | Admissió del Sudan |
| Resolució 113 | 4 d'abril de 1956      | 11–0–0                                                                       | Reduir les tensions al llarg de la línia militar a l'Orient Mitjà                                                                                       |
| Resolució 114 | 4 de juny de 1956      | 11–0–0                                                                       | Parts de l'Armistici General a Orient Mitjà |
| Resolució 115 | 20 de juliol de 1956   | 11–0–0                                                                       | Admissió del Marroc |
| Resolució 116 | 26 de juliol de 1956   | 11–0–0                                                                       | Admissió de Tunísia |
| Resolució 117 | 6 de setembre de 1956  | 11–0–0                                                                       | Mort del jutge Hsu Mo i elecció a la Cort Internacional de Justícia                                                                                     |
| Resolució 118 | 13 d'octubre de 1956   | 11–0–0                                                                       | Egipte i el Canal de Suez |
| Resolució 119 | 31 d'octubre de 1956   | 7–2–2 (en contra: França, Regne Unit; abstencions: Austràlia, Bèlgica)       | Vot de la crisi de Suez debat a la Assemblea General en el seu primer període extraordinari d'emergència                                                |
| Resolució 120 | 4 de novembre de 1956  | 10–1–0 (en contra: URSS)                                                     | Debat sobre la revolució hongaresa de 1956 al Consell de Seguretat de les Nacions Unides en la segona sessió especial d'emergència                      |
| Resolució 121 | 12 de desembre de 1956 | 11–0–0                                                                       | Admissió del Japó |
| Resolució 122 | 24 de gener de 1957    | 10–0–1 (abstenció: URSS)                                                     | Veredicte de la Conferència Nacional de Jammu i Caixmir                                                                                                 |
| Resolució 123 | 21 de febrer de 1957   | 10–0–1 (abstenció: URSS)                                                     | President del Consell visita el subcontinent indi |
| Resolució 124 | 7 de març de 1957      | 11–0–0                                                                       | Admissió de Ghana |
| Resolució 125 | 5 de setembre de 1957  | 11–0–0                                                                       | Admissió de la Federació Malaia (Malàisia) |
| Resolució 126 | 2 de desembre de 1957  | 10–0–1 (abstenció: URSS)                                                     | Visita del representant de l'ONU a Índia, Pakistan i Caixmir                                                                                            |
| Resolució 127 | 22 de gener de 1958    | 11–0–0                                                                       | Regulació pel Cap d'Estat Major de les zones desmilitaritzades a Orient Mitjà                                                                           |
| Resolució 128 | 11 de juny de 1958     | 10–0–1 (abstenció: URSS)                                                     | Interferència de la República Àrab Unida al Líban |
| Resolució 129 | 7 d'agost de 1958      | 11–0–0                                                                       | Cridant a una sessió d'emergència de l'Assemblea General sobre la queixa del Líban                                                                      |
| Resolució 130 | 25 de novembre de 1958 | Aprovada sense votació                                                       | Mort del Jutge Jose Gustavo Guerro i eleccions a la Cort Internacional de Justícia                                                                      |
| Resolució 131 | 9 de desembre de 1958  | 10–0–1 (abstenció: França)                                                   | Admissió de Guinea |
| Resolució 132 | 7 de setembre de 1959  | 10–0–1 (abstenció: URSS)                                                     | Queixa de Laos de violacions frontereres per tropes de Vietnam del Nord                                                                                 |
| Resolució 133 | 26 de gener de 1960    | 11–0–0                                                                       | Admissió de Camerun |
| Resolució 134 | 1 d'abril de 1960      | 9–0–2 (abstencions: França, Regne Unit)                                      | Condemna de la matança de Sharpeville i l'apartheid a Sud-àfrica                                                                                        |
| Resolució 135 | 27 de maig de 1960     | 9–0–2 (abstencions: Polònia, URSS)                                           | Relacions entre els membres permanents del Consell de Seguretat                                                                                         |
| Resolució 136 | 31 de maig de 1960     | 11–0–0                                                                       | Admissió de la República togolesa (Togo) |
| Resolució 137 | 31 de maig de 1960     | Aprovada sense votació                                                       | Mort del jutge Hersch Lauterpacht i eleccions a la Cort Internacional de Justícia                                                                       |
| Resolució 138 | 23 de juny de 1960     | 8–0–2 (abstencions: Polònia, URSS)                                           | Trasllat d'Adolf Eichmann de l'Argentina a Israel |
| Resolució 139 | 28 de juny de 1960     | 11–0–0                                                                       | Admissió de Mali |
| Resolució 140 | 29 de juny de 1960     | 11–0–0                                                                       | Admissió de la República malgaix (Madagascar) |
| Resolució 141 | 5 de juliol de 1960    | 11–0–0                                                                       | Admissió de Somàlia |
| Resolució 142 | 7 de juliol de 1960    | 11–0–0                                                                       | Admissió de República del Congo (República Democràtica del Congo)                                                                                       |
| Resolució 143 | 17 de juliol de 1960   | 8–0–3 (abstencions: República de la Xina, França, Regne Unit)                | La Crisi del Congo, crida a la sortida de les tropes belgues                                                                                            |
| Resolució 144 | 19 de juliol de 1960   | 9–0–2 (abstencions: Polònia, URSS)                                           | Relacions entre Cuba i els Estats Units d'Amèrica |
| Resolució 145 | 22 de juliol de 1960   | 11–0–0                                                                       | La Crisi del Congo, sortida de les tropes belgues |
| Resolució 146 | 9 d'agost de 1960      | 9–0–2 (abstencions: França, Itàlia)                                          | Crisi del Congo: Entrada de forces de l'ONU a Katanga                                                                                                   |
| Resolució 147 | 23 d'agost de 1960     | 11–0–0                                                                       | Admissió del Dahomei (Benín) |
| Resolució 148 | 23 d'agost de 1960     | 11–0–0                                                                       | Admissió de Níger |
| Resolució 149 | 23 d'agost de 1960     | 11–0–0                                                                       | Admissió de l'Alt Volta (Burkina Faso) |
| Resolució 150 | 23 d'agost de 1960     | 11–0–0                                                                       | Admissió de Costa d'Ivori |
| Resolució 151 | 23 d'agost de 1960     | 11–0–0                                                                       | Admissió de Txad |
| Resolució 152 | 23 d'agost de 1960     | 11–0–0                                                                       | Admissió de la República del Congo |
| Resolució 153 | 23 d'agost de 1960     | 11–0–0                                                                       | Admissió de Gabon |
| Resolució 154 | 23 d'agost de 1960     | 11–0–0                                                                       | Admissió de la República Centreafricana |
| Resolució 155 | 23 d'agost de 1960     | 11–0–0                                                                       | Admissió de Xipre |
| Resolució 156 | 9 de setembre de 1960  | 9–0–2 (abstencions: Polònia, URSS)                                           | Sancionant al règim de Trujillo a la República Dominicana                                                                                               |
| Resolució 157 | 17 de setembre de 1960 | 8-2-1 (en contra: Polònia, URSS; abstenció: França)                          | Sessió d'Emergència de l'Assemblea General per la Crisi del Congo                                                                                       |
| Resolució 158 | 28 de setembre de 1960 | 11–0–0                                                                       | Admissió del Senegal |
| Resolució 159 | 28 de setembre de 1960 | 11–0–0                                                                       | Admissió de Mali |
| Resolució 160 | 7 d'octubre de 1960    | 11–0–0                                                                       | Admissió de Nigèria |
| Resolució 161 | 21 de febrer de 1961   | 9–0–2 (abstencions: França, URSS)                                            | Mort de Patrice Lumumba, sortida del Congo de les tropes que no siguin de l'ONU                                                                         |
| Resolució 162 | 11 d'abril de 1961     | 8–0–3 (abstencions: Ceylon, URSS, República Àrab Unida)                      | Resolució de la Comissió d'Armistici Mixta Israel–Jordània                                                                                              |
| Resolució 163 | 9 de juny de 1961      | 9–0–2 (abstencions: França, Regne Unit)                                      | Guerra de la Independència d'Angola i Portugal |
| Resolució 164 | 22 de juliol de 1961   | 10–0–0 (present sense votació: França)                                       | Conflicte entre França i Tunísia |
| Resolució 165 | 26 de setembre de 1961 | 11–0–0                                                                       | Admissió de Sierra Leone |
| Resolució 166 | 25 d'octubre de 1961   | 9–0–1 (abstenció: Estats Units, present sense votació: República de la Xina) | Admissió de Mongòlia |
| Resolució 167 | 25 d'octubre de 1961   | 9–1–1 (República Àrab Unida, abstenció: URSS)                                | Admissió de Mauritània |
| Resolució 168 | 3 de novembre de 1961  | 11–0–0                                                                       | Recomanació per al Secretari General interí |
| Resolució 169 | 24 de novembre de 1961 | 9–0–2 (abstencions: França, Regne Unit)                                      | Congo: activitats secessionistes a Katanga, atacs a tropes de l'ONU                                                                                     |
| Resolució 170 | 14 de desembre de 1961 | 11–0–0                                                                       | Admissió de Tanganyika (Tanzània) |
| Resolució 171 | 9 d'abril de 1962      | 10–0–1 (abstenció: França)                                                   | Condemnant Israel i Síria per accions militar a l'àrea de llac de Tiberíades                                                                            |
| Resolució 172 | 26 de juliol de 1962   | 11–0–0                                                                       | Admissió de Ruanda |
| Resolució 173 | 26 de juliol de 1962   | 11–0–0                                                                       | Admissió de Burundi |
| Resolució 174 | 12 de setembre de 1962 | 11–0–0                                                                       | Admissió de Jamaica |
| Resolució 175 | 11 de setembre de 1962 | 11–0–0                                                                       | Admissió de Trinitat i Tobago |
| Resolució 176 | 4 d'octubre de 1962    | 10–0–1 (abstenció: República de la Xina)                                     | Admissió d'Algèria |
| Resolució 177 | 15 d'octubre de 1962   | 11–0–0                                                                       | Admissió d'Uganda |
| Resolució 178 | 24 d'abril de 1963     | 11–0–0                                                                       | Violacions territorials a Senegal per tropes portugueses                                                                                                |
| Resolució 179 | 11 de juny de 1963     | 10–0–1 (abstenció: URSS)                                                     | Guerra Civil del Iemen del Nord |
| Resolució 180 | 31 de juliol de 1963   | 8–0–3 (abstencions: França, Regne Unit, Estats Units)                        | Imperi Portuguès |
| Resolució 181 | 7 d'agost de 1963      | 9–0–2 (abstencions: França, Regne Unit)                                      | Comerç d'armes i apartheid sud-africà |
| Resolució 182 | 4 de desembre de 1963  | 11–0–0                                                                       | Apartheid sud-africà |
| Resolució 183 | 11 de desembre de 1963 | 10–0–1 (abstenció: França)                                                   | Territoris portuguesos |
| Resolució 184 | 16 de desembre de 1963 | 11–0–0                                                                       | Admissió de Zanzíbar |
| Resolució 185 | 16 de desembre de 1963 | 11–0–0                                                                       | Admissió de Kenya |
| Resolució 186 | 4 de març de 1964      | 11–0–0                                                                       | Recomanació d'una força de manteniment de la pau a Xipre                                                                                                |
| Resolució 187 | 13 de març de 1964     | 11–0–0                                                                       | Força de les Nacions Unides pel Manteniment de la Pau a Xipre                                                                                           |
| Resolució 188 | 9 d'abril de 1964      | 9–0–2 (abstencions: Regne Unit, Estats Units)                                | Atacs britànics al Iemen i violació de l'espai aeri de la Federació d'Aràbia del Sud                                                                    |
| Resolució 189 | 4 de juny de 1964      | 11–0–0                                                                       | Violacions a Cambodja per tropes de Vietnam del Sud |
| Resolució 190 | 9 de juny de 1964      | 7–0–4 (abstencions: Brasil, França, Regne Unit, Estats Units)                | Judici de Rivonia a Sud-àfrica |
| Resolució 191 | 18 de juny de 1964     | 8–0–3 (abstencions: Txecoslovàquia, França, URSS)                            | Apartheid sud-africà |
| Resolució 192 | 20 de juny de 1964     | 11–0–0                                                                       | Estenent tres mesos les forces pel manteniment de la pau a Xipre                                                                                        |
| Resolució 193 | 25 de setembre de 1964 | 9–0–2 (abstencions: Txecoslovàquia, URSS)                                    | Crida perquè Turquia finalitzi els bombardejos a Xipre                                                                                                  |
| Resolució 194 | 25 de setembre de 1964 | 11–0–0                                                                       | Estenent tres mesos les forces pel manteniment de la pau a Xipre                                                                                        |
| Resolució 195 | 9 d'octubre de 1964    | 11–0–0                                                                       | Admissió de Malawi |
| Resolució 196 | 30 d'octubre de 1964   | 11–0–0                                                                       | Admissió de Malta |
| Resolució 197 | 30 d'octubre de 1964   | 11–0–0                                                                       | Admissió de Zàmbia |
| Resolució 198 | 18 de desembre de 1964 | 11–0–0                                                                       | Estenent tres mesos les forces pel manteniment de la pau a Xipre                                                                                        |
| Resolució 199 | 30 de desembre de 1964 | 10–0–1 (abstenció: França)                                                   | Crida perquè els estats cessin la intervenció en el Congo                                                                                               |
| Resolució 200 | 15 de març de 1965     | 11–0–0                                                                       | Admissió de Gàmbia |